# Joseph Erlanger

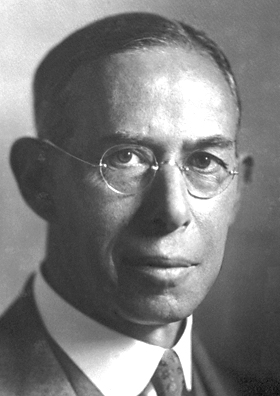
Joseph Erlanger

Joseph Erlanger (San Francisco, 5 gennaio 1874 – St. Louis, 5 dicembre 1965) è stato un medico e fisiologo statunitense, premio Nobel per la medicina per le sue scoperte riguardo ai differenti tipi di fibre nervose.